# Distrito electoral de Arequipa
Arequipa es uno de los 27 distritos electorales representados en el Congreso de la República del Perú. La circunscripción elige actualmente a 6 congresistas. Sus límites corresponden a los del departamento de Arequipa. El sistema electoral utiliza el método D'Hondt y una representación proporcional con doble voto preferencial opcional.

## Representantes
| 1 | 1 | 6 | 1 |

| 3 | 3 | 1 | 1 | 1 |

| 1 | 1 | 2 | 2 | 3 |

| 1 | 1 | 2 | 1 |

| 3 | 1 | 1 |

| 3 | 1 | 1 | 1 |

| 2 | 1 | 2 | 1 |

| 2 | 1 | 1 | 1 | 1 |

| 3 | 1 | 1 | 1 |

## Elecciones

### Elecciones parlamentarias de 2021
| Partidos y coaliciones                                                                               | Partidos y coaliciones                    | Voto popular | Voto popular | Voto popular | Escaños | Escaños |
| Partidos y coaliciones                                                                               | Partidos y coaliciones                    | Votos        | %            | ±pp          | Total   | +/−     |
| --- | ----------------------------------------- | ------------ | ------------ | ------------ | ------- | ------- |
| | Perú Libre (PL)                           | 181,049      | 24.51        | +20.09       | 3       | +3      |
| | Avanza País (AvP)                         | 87,241       | 11.81        | +9.12        | 1       | +1      |
| | Acción Popular (AP)                       | 70,871       | 9.60         | +0.97        | 1       | ±0      |
| | Renovación Popular (RP)1                  | 58,246       | 7.89         | +6.91        | 1       | +1      |
| | Partido Morado (PM)                       | 58,049       | 7.86         | –1.46        | 0       | –1      |
| | Frente Popular Agrícola del Perú (Frepap) | 52,287       | 7.08         | –0.76        | 0       | –1      |
| | Juntos por el Perú (JP)                   | 43,779       | 5.93         | +3.74        | 0       | ±0      |
| | Victoria Nacional (VN)                    | 33,773       | 4.57         | Nuevo        | 0       | ±0      |
| | Fuerza Popular (FP)                       | 28,688       | 3.88         | +0.73        | 0       | ±0      |
| | Somos Perú (SP)                           | 25,433       | 3.44         | +0.93        | 0       | ±0      |
| | Podemos Perú (PP)                         | 23,565       | 3.19         | +0.17        | 0       | ±0      |
| | Unión por el Perú (UPP)                   | 21,148       | 2.86         | –15.35       | 0       | –2      |
| | Alianza para el Progreso (APP)            | 18,375       | 2.49         | –4.49        | 0       | ±0      |
| | Partido Popular Cristiano (PPC)           | 10,700       | 1.45         | –4.22        | 0       | ±0      |
| | Partido Nacionalista Peruano (PNP)        | 7,680        | 1.04         | n/a          | 0       | ±0      |
| | Frente Amplio (FA)                        | 6,606        | 0.89         | –6.93        | 0       | –1      |
| | Renacimiento Unido Nacional (RUNA)        | 4,898        | 0.66         | –1.51        | 0       | ±0      |
| | Democracia Directa (DD)                   | 3,681        | 0.50         | –2.68        | 0       | ±0      |
| | Perú Patria Segura (PPS)                  | 2,575        | 0.35         | –0.63        | 0       | ±0      |
| |                                           |              |              |              |         |         |
| Total                                                                                                | Total                                     | 738,644      |              |              | 6       | ±0      |
| |                                           |              |              |              |         |         |
| Votos válidos                                                                                        | Votos válidos                             | 738,644      | 81.88        | –4.10        |         |         |
| Votos en blanco                                                                                      | Votos en blanco                           | 73,827       | 8.12         | +6.84        |         |         |
| Votos nulos                                                                                          | Votos nulos                               | 90,179       | 10.00        | –2.74        |         |         |
| Votos emitidos                                                                                       | Votos emitidos                            | 902,110      | 78.77        | –1.63        |         |         |
| Abstenciones                                                                                         | Abstenciones                              | 243,158      | 21.23        | +1.63        |         |         |
| Votantes registrados                                                                                 | Votantes registrados                      | 1,145,268    |              |              |         |         |
| |                                           |              |              |              |         |         |
| Fuente:                                                                                              |                                           |              |              |              |         |         |
| Notas al pie: 1 Comparado con los resultados de Solidaridad Nacional (SN) en las elecciones de 2020. |                                           |              |              |              |         |         |
| Notas al pie:                                                                                        |                                           |              |              |              |         |         |
| 1 Comparado con los resultados de Solidaridad Nacional (SN) en las elecciones de 2020.               |                                           |              |              |              |         |         |

### Elecciones parlamentarias de 2020
| Partidos y coaliciones | Partidos y coaliciones                    | Voto popular | Voto popular | Voto popular | Escaños | Escaños |
| Partidos y coaliciones | Partidos y coaliciones                    | Votos        | %            | ±pp          | Total   | +/−     |
| --- | ----------------------------------------- | ------------ | ------------ | ------------ | ------- | ------- |
| | Unión por el Perú1 (UPP)                  | 141,777      | 18.21        | n/a          | 2       | +2      |
| | Partido Morado (PM)                       | 72,590       | 9.33         | Nuevo        | 1       | +1      |
| | Acción Popular (AP)                       | 67,219       | 8.64         | –4.55        | 1       | ±0      |
| | Frente Popular Agrícola del Perú (Frepap) | 61,038       | 7.84         | Nuevo        | 1       | +1      |
| | Frente Amplio (FA)                        | 60,884       | 7.82         | –12.46       | 1       | –1      |
| | Alianza para el Progreso2 (APP)           | 54,348       | 6.98         | n/a          | 0       | ±0      |
| | Vamos Perú3 (VP)                          | 54,100       | 6.95         | n/a          | 0       | ±0      |
| | Partido Popular Cristiano3 (PPC)          | 44,152       | 5.67         | n/a          | 0       | ±0      |
| | Perú Libre (PL)                           | 34,409       | 4.42         | Nuevo        | 0       | ±0      |
| | Democracia Directa (DD)                   | 24,762       | 3.18         | –1.70        | 0       | ±0      |
| | Fuerza Popular (FP)                       | 24,539       | 3.15         | –17.01       | 0       | –1      |
| | Podemos Perú (PP)                         | 23,503       | 3.02         | Nuevo        | 0       | ±0      |
| | Avanza País (AvP)                         | 20,939       | 2.69         | Nuevo        | 0       | ±0      |
| | Somos Perú2 (SP)                          | 19,564       | 2.51         | n/a          | 0       | ±0      |
| | Juntos por el Perú (JP)                   | 17,056       | 2.19         | Nuevo        | 0       | ±0      |
| | Renacimiento Unido Nacional (RUNA)        | 16,875       | 2.17         | Nuevo        | 0       | ±0      |
| | Perú Nación (PN)                          | 11,846       | 1.52         | Nuevo        | 0       | ±0      |
| | Partido Aprista Peruano3 (APRA)           | 8,107        | 1.04         | n/a          | 0       | ±0      |
| | Solidaridad Nacional1 (SN)                | 7,630        | 0.98         | n/a          | 0       | ±0      |
| | Perú Patria Segura (PPS)                  | 7,608        | 0.98         | Nuevo        | 0       | ±0      |
| | Contigo4 (C)                              | 5,526        | 0.71         | –21.66       | 0       | –2      |
| |                                           |              |              |              |         |         |
| Total | Total                                     | 778,472      |              |              | 6       | ±0      |
| |                                           |              |              |              |         |         |
| Votos válidos | Votos válidos                             | 778,472      | 85.97        | +18.27       |         |         |
| Votos en blanco | Votos en blanco                           | 11,621       | 1.28         | –9.76        |         |         |
| Votos nulos | Votos nulos                               | 115,387      | 12.74        | –8.51        |         |         |
| Votos emitidos | Votos emitidos                            | 905,480      | 80.40        | –6.11        |         |         |
| Abstenciones | Abstenciones                              | 220,687      | 19.60        | +6.11        |         |         |
| Votantes registrados | Votantes registrados                      | 1,126,167    |              |              |         |         |
| |                                           |              |              |              |         |         |
| Fuente: |                                           |              |              |              |         |         |
| Notas al pie: 1 Dentro de la coalición Alianza Solidaridad Nacional en las elecciones de 2016 (retiraron su candidatura). 2 Dentro de la coalición Alianza para el Progreso del Perú en las elecciones de 2016. 3 Dentro de la coalición Alianza Popular en las elecciones de 2016. 4 Comparado con los resultados de su partido antecesor Peruanos por el Kambio en las elecciones de 2016. |                                           |              |              |              |         |         |
| Notas al pie: |                                           |              |              |              |         |         |
| 1 Dentro de la coalición Alianza Solidaridad Nacional en las elecciones de 2016 (retiraron su candidatura). 2 Dentro de la coalición Alianza para el Progreso del Perú en las elecciones de 2016. 3 Dentro de la coalición Alianza Popular en las elecciones de 2016. 4 Comparado con los resultados de su partido antecesor Peruanos por el Kambio en las elecciones de 2016.               |                                           |              |              |              |         |         |

### Elecciones parlamentarias de 2016
| Partidos y coaliciones | Partidos y coaliciones                         | Voto popular | Voto popular | Voto popular | Escaños | Escaños |
| Partidos y coaliciones | Partidos y coaliciones                         | Votos        | %            | ±pp          | Total   | +/−     |
| --- | ---------------------------------------------- | ------------ | ------------ | ------------ | ------- | ------- |
| | Peruanos por el Kambio (PPK)                   | 135,696      | 22.37        | Nuevo        | 2       | +2      |
| | Frente Amplio (FA)                             | 124,083      | 20.46        | Nuevo        | 2       | +2      |
| | Fuerza Popular1 (FP)                           | 122,312      | 20.16        | +11.61       | 1       | +1      |
| | Acción Popular2 (AP)                           | 80,005       | 13.19        | n/a          | 1       | +1      |
| | Alianza para el Progreso del Perú3 (APP–RN–SP) | 61,625       | 10.16        | n/a          | 0       | ±0      |
| | Alianza Popular4 (APRA–PPC–VP)                 | 35,737       | 5.89         | n/a          | 0       | –1      |
| | Democracia Directa5 (DD)                       | 29,610       | 4.88         | +3.48        | 0       | ±0      |
| | Perú Posible2 (PP)                             | 9,467        | 1.56         | n/a          | 0       | –1      |
| | Progresando Perú (PrP)                         | 4,658        | 0.77         | Nuevo        | 0       | ±0      |
| | Orden (O)                                      | 3,403        | 0.56         | Nuevo        | 0       | ±0      |
| |                                                |              |              |              |         |         |
| Total | Total                                          | 606,596      |              |              | 6       | ±0      |
| |                                                |              |              |              |         |         |
| Votos válidos | Votos válidos                                  | 606,596      | 67.70        | –15.75       |         |         |
| Votos en blanco | Votos en blanco                                | 98,935       | 11.04        | +3.86        |         |         |
| Votos nulos | Votos nulos                                    | 190,444      | 21.26        | +11.89       |         |         |
| Votos emitidos | Votos emitidos                                 | 895,975      | 86.51        | –1.63        |         |         |
| Abstenciones | Abstenciones                                   | 139,679      | 13.49        | +1.63        |         |         |
| Votantes registrados | Votantes registrados                           | 1,035,654    |              |              |         |         |
| |                                                |              |              |              |         |         |
| Fuente: |                                                |              |              |              |         |         |
| Notas al pie: 1 Comparado con los resultados de su partido antecesor Fuerza 2011 en las elecciones de 2011. 2 Dentro de la coalición Alianza Electoral Perú Posible en las elecciones de 2011. 3 Comparado con los resultados de Alianza para el Progreso , Restauración Nacional (ambos dentro de la coalición Alianza por el Gran Cambio ) y Somos Perú (dentro de la coalición Alianza Electoral Perú Posible ) en las elecciones de 2011. 4 Comparado con los resultados del Partido Aprista Peruano y el Partido Popular Cristiano en las elecciones de 2011. 5 Comparado con los resultados de su partido antecesor Fonavistas del Perú en las elecciones de 2011. |                                                |              |              |              |         |         |
| Notas al pie: |                                                |              |              |              |         |         |
| 1 Comparado con los resultados de su partido antecesor Fuerza 2011 en las elecciones de 2011. 2 Dentro de la coalición Alianza Electoral Perú Posible en las elecciones de 2011. 3 Comparado con los resultados de Alianza para el Progreso, Restauración Nacional (ambos dentro de la coalición Alianza por el Gran Cambio) y Somos Perú (dentro de la coalición Alianza Electoral Perú Posible) en las elecciones de 2011. 4 Comparado con los resultados del Partido Aprista Peruano y el Partido Popular Cristiano en las elecciones de 2011. 5 Comparado con los resultados de su partido antecesor Fonavistas del Perú en las elecciones de 2011.                  |                                                |              |              |              |         |         |

### Elecciones parlamentarias de 2011
| Partidos y coaliciones | Partidos y coaliciones                       | Voto popular | Voto popular | Voto popular | Escaños | Escaños |
| Partidos y coaliciones | Partidos y coaliciones                       | Votos        | %            | ±pp          | Total   | +/−     |
| --- | -------------------------------------------- | ------------ | ------------ | ------------ | ------- | ------- |
| | Gana Perú1 (PNP–PS–PCP–PSR)                  | 252,740      | 38.52        | +37.49       | 3       | +3      |
| | Solidaridad Nacional2 (SN–UPP–C90–SU–TPP)    | 107,010      | 16.31        | n/a          | 1       | –2      |
| | Alianza por el Gran Cambio3 (APP–PPC–PHP–RN) | 105,729      | 16.11        | n/a          | 1       | ±0      |
| | Perú Posible4 (PP–AP–SP)                     | 66,422       | 10.12        | +4.69        | 1       | +1      |
| | Fuerza 20115 (F2011)                         | 56,116       | 8.55         | –0.95        | 0       | ±0      |
| | Partido Aprista Peruano (APRA)               | 28,000       | 4.27         | –9.34        | 0       | –1      |
| | Cambio Radical (CR)                          | 12,579       | 1.92         | Nuevo        | 0       | ±0      |
| | Fuerza Social (FS)                           | 12,078       | 1.84         | Nuevo        | 0       | ±0      |
| | Fonavistas del Perú (FP)                     | 9,160        | 1.40         | Nuevo        | 0       | ±0      |
| | Despertar Nacional (DN)                      | 2,736        | 0.42         | Nuevo        | 0       | ±0      |
| | Fuerza Nacional (FN)                         | 2,111        | 0.32         | Nuevo        | 0       | ±0      |
| | Adelante (Adelante)                          | 1,450        | 0.22         | Nuevo        | 0       | ±0      |
| |                                              |              |              |              |         |         |
| Total | Total                                        | 656,131      |              |              | 6       | +1      |
| |                                              |              |              |              |         |         |
| Votos válidos | Votos válidos                                | 656,131      | 83.45        | +3.43        |         |         |
| Votos en blanco | Votos en blanco                              | 56,451       | 7.18         | –2.43        |         |         |
| Votos nulos | Votos nulos                                  | 73,697       | 9.37         | –1.00        |         |         |
| Votos emitidos | Votos emitidos                               | 786,279      | 88.14        | –2.83        |         |         |
| Abstenciones | Abstenciones                                 | 105,789      | 11.86        | +2.83        |         |         |
| Votantes registrados | Votantes registrados                         | 892,068      |              |              |         |         |
| |                                              |              |              |              |         |         |
| Fuente: |                                              |              |              |              |         |         |
| Notas al pie: 1 Comparado con los resultados del Partido Socialista en las elecciones de 2006. 2 Comparado con los resultados del partido Unión por el Perú y Solidaridad Nacional (dentro de Unidad Nacional ) en las elecciones de 2006. 3 Comparado con los resultados del Partido Popular Cristiano (dentro de Unidad Nacional ) en las elecciones de 2006. 4 Comparado con los resultados del partido Perú Posible y la alianza Frente de Centro en las elecciones de 2006. 5 Comparado con los resultados de la coalición Alianza por el Futuro en las elecciones de 2006. |                                              |              |              |              |         |         |
| Notas al pie: |                                              |              |              |              |         |         |
| 1 Comparado con los resultados del Partido Socialista en las elecciones de 2006. 2 Comparado con los resultados del partido Unión por el Perú y Solidaridad Nacional (dentro de Unidad Nacional) en las elecciones de 2006. 3 Comparado con los resultados del Partido Popular Cristiano (dentro de Unidad Nacional) en las elecciones de 2006. 4 Comparado con los resultados del partido Perú Posible y la alianza Frente de Centro en las elecciones de 2006. 5 Comparado con los resultados de la coalición Alianza por el Futuro en las elecciones de 2006.                 |                                              |              |              |              |         |         |

### Elecciones parlamentarias de 2006
| Partidos y coaliciones | Partidos y coaliciones                            | Voto popular | Voto popular | Voto popular | Escaños | Escaños |
| Partidos y coaliciones | Partidos y coaliciones                            | Votos        | %            | ±pp          | Total   | +/−     |
| --- | ------------------------------------------------- | ------------ | ------------ | ------------ | ------- | ------- |
| | Unión por el Perú (UPP)                           | 198,893      | 35.46        | +32.76       | 3       | +3      |
| | Unidad Nacional (PPC–SN–RN)                       | 79,376       | 14.15        | +4.27        | 1       | ±0      |
| | Partido Aprista Peruano (APRA)                    | 76,355       | 13.61        | +4.93        | 1       | ±0      |
| | Alianza por el Futuro1 (C90–NM–SC)                | 53,302       | 9.50         | +0.54        | 0       | ±0      |
| | Fuerza Democrática (FD)                           | 51,958       | 9.26         | Nuevo        | 0       | ±0      |
| | Frente de Centro2 (AP–SP–CNI)                     | 19,821       | 3.53         | –11.08       | 0       | ±0      |
| | Justicia Nacional (JN)                            | 11,512       | 2.05         | Nuevo        | 0       | ±0      |
| | Perú Posible (PP)                                 | 10,627       | 1.90         | –25.36       | 0       | –2      |
| | Avanza País - Partido de Integración Social (AvP) | 8,882        | 1.58         | Nuevo        | 0       | ±0      |
| | Movimiento Nueva Izquierda (MNI)                  | 7,566        | 1.35         | Nuevo        | 0       | ±0      |
| | Alianza para el Progreso (APP)                    | 6,512        | 1.16         | Nuevo        | 0       | ±0      |
| | Partido Socialista (PS)                           | 5,783        | 1.03         | Nuevo        | 0       | ±0      |
| | Frente Independiente Moralizador (FIM)            | 5,629        | 1.00         | –10.23       | 0       | –1      |
| | Perú Ahora                                        | 5,395        | 0.96         | Nuevo        | 0       | ±0      |
| | Con Fuerza Perú                                   | 4,205        | 0.75         | Nuevo        | 0       | ±0      |
| | Frente Popular Agrícola del Perú (Frepap)         | 3,816        | 0.68         | –0.79        | 0       | ±0      |
| | Concertación Descentralista (PDS–MHP)             | 3,112        | 0.56         | Nuevo        | 0       | ±0      |
| | Renacimiento Andino (RA)                          | 2,938        | 0.52         | –0.99        | 0       | ±0      |
| | Resurgimiento Peruano                             | 2,811        | 0.50         | Nuevo        | 0       | ±0      |
| | Reconstrucción Democrática                        | 1,737        | 0.31         | Nuevo        | 0       | ±0      |
| | Proyecto País (PrP)                               | 650          | 0.12         | –2.40        | 0       | ±0      |
| |                                                   |              |              |              |         |         |
| Total | Total                                             | 560,880      |              |              | 5       | ±0      |
| |                                                   |              |              |              |         |         |
| Votos válidos | Votos válidos                                     | 560,880      | 80.02        | –1.52        |         |         |
| Votos en blanco | Votos en blanco                                   | 67,387       | 9.61         | +0.99        |         |         |
| Votos nulos | Votos nulos                                       | 72,662       | 10.37        | +0.53        |         |         |
| Votos emitidos | Votos emitidos                                    | 700,929      | 90.97        | +5.29        |         |         |
| Abstenciones | Abstenciones                                      | 69,606       | 9.03         | –5.29        |         |         |
| Votantes registrados | Votantes registrados                              | 770,535      |              |              |         |         |
| |                                                   |              |              |              |         |         |
| Fuente: |                                                   |              |              |              |         |         |
| Notas al pie: 1 Comparado con los resultados de los partidos Cambio 90 – Nueva Mayoría y Solución Popular ( Sí Cumple ) en las elecciones de 2001. 2 Comparado con los resultados de los partidos Acción Popular y Somos Perú en las elecciones de 2001. |                                                   |              |              |              |         |         |
| Notas al pie: |                                                   |              |              |              |         |         |
| 1 Comparado con los resultados de los partidos Cambio 90–Nueva Mayoría y Solución Popular (Sí Cumple) en las elecciones de 2001. 2 Comparado con los resultados de los partidos Acción Popular y Somos Perú en las elecciones de 2001.                   |                                                   |              |              |              |         |         |

### Elecciones parlamentarias de 2001
| Partidos y coaliciones | Partidos y coaliciones                    | Voto popular | Voto popular | Voto popular | Escaños | Escaños |
| Partidos y coaliciones | Partidos y coaliciones                    | Votos        | %            | ±pp          | Total   | +/−     |
| ---------------------- | ----------------------------------------- | ------------ | ------------ | ------------ | ------- | ------- |
|                        | Perú Posible (PP)                         | 132,806      | 27.26        | n/a          | 2       | n/a     |
|                        | Partido Aprista Peruano (APRA)            | 90,316       | 18.54        | n/a          | 1       | n/a     |
|                        | Frente Independiente Moralizador (FIM)    | 54,731       | 11.23        | n/a          | 1       | n/a     |
|                        | Unidad Nacional (PPC–SN–RN–CR)            | 48,128       | 9.88         | n/a          | 1       | n/a     |
|                        | Somos Perú (SP)                           | 39,999       | 8.21         | n/a          | 0       | n/a     |
|                        | Solución Popular (SoP)                    | 35,614       | 7.31         | n/a          | 0       | n/a     |
|                        | Acción Popular (AP)                       | 31,190       | 6.40         | n/a          | 0       | n/a     |
|                        | Unión por el Perú (UPP)                   | 13,149       | 2.70         | n/a          | 0       | n/a     |
|                        | Proyecto País (PrP)                       | 12,300       | 2.52         | n/a          | 0       | n/a     |
|                        | Cambio 90–Nueva Mayoría (C90–NM)          | 8,024        | 1.65         | n/a          | 0       | n/a     |
|                        | Renacimiento Andino (RA)                  | 7,336        | 1.51         | n/a          | 0       | n/a     |
|                        | Frente Popular Agrícola del Perú (Frepap) | 7,171        | 1.47         | n/a          | 0       | n/a     |
|                        | Todos por la Victoria (TpV)               | 6,480        | 1.33         | n/a          | 0       | n/a     |
|                        |                                           |              |              |              |         |         |
| Total                  | Total                                     | 487,244      |              |              | 5       | n/a     |
|                        |                                           |              |              |              |         |         |
| Votos válidos          | Votos válidos                             | 487,244      | 81.54        | n/a          |         |         |
| Votos en blanco        | Votos en blanco                           | 51,520       | 8.62         | n/a          |         |         |
| Votos nulos            | Votos nulos                               | 58,821       | 9.84         | n/a          |         |         |
| Votos emitidos         | Votos emitidos                            | 597,585      | 85.68        | n/a          |         |         |
| Abstenciones           | Abstenciones                              | 99,871       | 14.32        | n/a          |         |         |
| Votantes registrados   | Votantes registrados                      | 697,456      |              |              |         |         |
|                        |                                           |              |              |              |         |         |
| Fuente:                |                                           |              |              |              |         |         |

### Elecciones parlamentarias de 2000
Elecciones parlamentarias en distrito electoral nacional único

### Elecciones parlamentarias de 1995
Elecciones parlamentarias en distrito electoral nacional único

### Elecciones parlamentarias de 1990
| Partidos y coaliciones | Partidos y coaliciones                                     | Voto popular | Voto popular | Voto popular | Escaños | Escaños |
| Partidos y coaliciones | Partidos y coaliciones                                     | Votos        | %            | ±pp          | Total   | +/−     |
| --- | ---------------------------------------------------------- | ------------ | ------------ | ------------ | ------- | ------- |
| | Frente Democrático1 (Movimiento Libertad–PPC–AP)           | 85,281       | 31.86        | n/a          | 3       | +1      |
| | Partido Aprista Peruano (APRA)                             | 59,318       | 22.16        | –8.03        | 2       | –1      |
| | Cambio 90 (C90)                                            | 56,423       | 21.08        | Nuevo        | 2       | +2      |
| | Frente Nacional de Trabajadores y Campesinos2 (Frenatraca) | 27,881       | 10.42        | +6.35        | 1       | +1      |
| | Izquierda Unida (IU)                                       | 23,351       | 8.72         | –20.71       | 1       | –2      |
| | Izquierda Socialista (IS)                                  | 8,880        | 3.32         | Nuevo        | 0       | ±0      |
| | Movimiento Velasquista                                     | 2,228        | 0.83         | Nuevo        | 0       | ±0      |
| | Frente Popular Agrícola del Perú (Frepap)                  | 2,183        | 0.82         | Nuevo        | 0       | ±0      |
| | Unión Cívica Independiente                                 | 1,303        | 0.49         | Nuevo        | 0       | ±0      |
| | Izquierda Andina Nacionalista                              | 502          | 0.19         | Nuevo        | 0       | ±0      |
| | Unión Democrática                                          | 346          | 0.13         | Nuevo        | 0       | ±0      |
| |                                                            |              |              |              |         |         |
| Total | Total                                                      | 267,696      |              |              | 9       | ±0      |
| |                                                            |              |              |              |         |         |
| Votos válidos | Votos válidos                                              | 267,696      | 100.00       | +12.71       |         |         |
| Votos en blanco | Votos en blanco                                            | 0            | 0.00         | –7.87        |         |         |
| Votos nulos | Votos nulos                                                | 0            | 0.00         | –4.84        |         |         |
| Votos emitidos | Votos emitidos                                             | 267,696      | n/d          | n/a          |         |         |
| Abstenciones | Abstenciones                                               | n/d          | n/d          | n/a          |         |         |
| Votantes registrados | Votantes registrados                                       | n/d          |              |              |         |         |
| |                                                            |              |              |              |         |         |
| Fuente: |                                                            |              |              |              |         |         |
| Notas al pie: 1 Comparado con los resultados del Partido Popular Cristiano (dentro de la coalición Convergencia Democrática ) y Acción Popular en las elecciones de 1985. 2 Comparado con los resultados de Izquierda Nacionalista (IN) en las elecciones de 1985. |                                                            |              |              |              |         |         |
| Notas al pie: |                                                            |              |              |              |         |         |
| 1 Comparado con los resultados del Partido Popular Cristiano (dentro de la coalición Convergencia Democrática) y Acción Popular en las elecciones de 1985. 2 Comparado con los resultados de Izquierda Nacionalista (IN) en las elecciones de 1985.                |                                                            |              |              |              |         |         |

### Elecciones parlamentarias de 1985
| Partidos y coaliciones | Partidos y coaliciones                                    | Voto popular | Voto popular | Voto popular | Escaños | Escaños |
| Partidos y coaliciones | Partidos y coaliciones                                    | Votos        | %            | ±pp          | Total   | +/−     |
| --- | --------------------------------------------------------- | ------------ | ------------ | ------------ | ------- | ------- |
| | Partido Aprista Peruano (APRA)                            | 81,889       | 30.19        | +19.60       | 3       | +2      |
| | Izquierda Unida1 (UNIR–UDP–PRT–UI–FOCEP–APS)              | 79,836       | 29.43        | +5.48        | 3       | +2      |
| | Convergencia Democrática2 (PPC–MBH)                       | 36,036       | 13.29        | +4.62        | 1       | ±0      |
| | Acción Popular (AP)                                       | 24,067       | 8.87         | –39.45       | 1       | –5      |
| | Lista Independiente Movimiento de Interés Popular         | 21,801       | 8.04         | Nuevo        | 1       | +1      |
| | Izquierda Nacionalista3 (IN)                              | 11,051       | 4.07         | –0.70        | 0       | ±0      |
| | Lista Independiente Movimiento Revolucionario Velasquista | 8,903        | 3.28         | Nuevo        | 0       | ±0      |
| | Frente Democrático de Unidad Nacional (FUN)               | 3,358        | 1.24         | Nuevo        | 0       | ±0      |
| | Partido de Avanzada Nacional (PAN)                        | 2,202        | 0.81         | Nuevo        | 0       | ±0      |
| | Partido Socialista de los Trabajadores (PST)              | 657          | 0.24         | Nuevo        | 0       | ±0      |
| | Partido Mariateguista para la Liberación Nacional (PMLN)  | 580          | 0.21         | Nuevo        | 0       | ±0      |
| | Movimiento Cívico Nacional 7 de Junio (M7J)               | 558          | 0.21         | Nuevo        | 0       | ±0      |
| | Partido Socialista del Perú (PSP)                         | 303          | 0.11         | –0.06        | 0       | ±0      |
| |                                                           |              |              |              |         |         |
| Total | Total                                                     | 271,241      |              |              | 9       | ±0      |
| |                                                           |              |              |              |         |         |
| Votos válidos | Votos válidos                                             | 271,241      | 87.29        | +5.41        |         |         |
| Votos en blanco | Votos en blanco                                           | 24,458       | 7.87         | +1.85        |         |         |
| Votos nulos | Votos nulos                                               | 15,021       | 4.84         | –7.26        |         |         |
| Votos emitidos | Votos emitidos                                            | 310,720      | 83.44        | n/a          |         |         |
| Abstenciones | Abstenciones                                              | 61,657       | 16.56        | n/a          |         |         |
| Votantes registrados | Votantes registrados                                      | 372,377      |              |              |         |         |
| |                                                           |              |              |              |         |         |
| Fuente: |                                                           |              |              |              |         |         |
| Notas al pie: 1 Comparado con los resultados de los partidos Unión de Izquierda Revolucionaria (PCP-PR–PCR–VR–FLN), Unidad Democrático Popular (UDP), Partido Revolucionario de los Trabajadores (PRT), Unidad de Izquierda (UI), el Frente Obrero Campesino Estudiantil y Popular (FOCEP) y Acción Política Socialista (APS) en las elecciones de 1980. 2 Comparado con los resultados del Partido Popular Cristiano (PPC) en las elecciones de 1980. 3 Comparado con los resultados del Frente Nacional de Trabajadores y Campesinos (Frenatraca) en las elecciones de 1980. |                                                           |              |              |              |         |         |
| Notas al pie: |                                                           |              |              |              |         |         |
| 1 Comparado con los resultados de los partidos Unión de Izquierda Revolucionaria (PCP-PR–PCR–VR–FLN), Unidad Democrático Popular (UDP), Partido Revolucionario de los Trabajadores (PRT), Unidad de Izquierda (UI), el Frente Obrero Campesino Estudiantil y Popular (FOCEP) y Acción Política Socialista (APS) en las elecciones de 1980. 2 Comparado con los resultados del Partido Popular Cristiano (PPC) en las elecciones de 1980. 3 Comparado con los resultados del Frente Nacional de Trabajadores y Campesinos (Frenatraca) en las elecciones de 1980.               |                                                           |              |              |              |         |         |

### Elecciones parlamentarias de 1980
| Partidos y coaliciones | Partidos y coaliciones                                    | Voto popular | Voto popular | Voto popular | Escaños | Escaños |
| Partidos y coaliciones | Partidos y coaliciones                                    | Votos        | %            | ±pp          | Total   | +/−     |
| ---------------------- | --------------------------------------------------------- | ------------ | ------------ | ------------ | ------- | ------- |
|                        | Acción Popular (AP)                                       | 101,381      | 48.32        | n/a          | 6       | n/a     |
|                        | Unión de Izquierda Revolucionaria (PCP-PR–PCR–VR–FLN)     | 26,533       | 12.65        | n/a          | 1       | n/a     |
|                        | Partido Aprista Peruano (APRA)                            | 22,217       | 10.59        | n/a          | 1       | n/a     |
|                        | Partido Popular Cristiano (PPC)                           | 18,199       | 8.67         | n/a          | 1       | n/a     |
|                        | Partido Revolucionario de los Trabajadores (PRT)          | 9,797        | 4.67         | n/a          | 0       | n/a     |
|                        | Movimiento Democrático Peruano (MDP)                      | 7,752        | 3.70         | n/a          | 0       | n/a     |
|                        | Unidad de Izquierda (UI)                                  | 7,357        | 3.51         | n/a          | 0       | n/a     |
|                        | Frente Nacional de Trabajadores y Campesinos (Frenatraca) | 7,061        | 3.37         | n/a          | 0       | n/a     |
|                        | Unidad Democrático Popular (UDP)                          | 3,509        | 1.67         | n/a          | 0       | n/a     |
|                        | Acción Política Socialista (APS)                          | 1,558        | 0.74         | n/a          | 0       | n/a     |
|                        | Frente Obrero Campesino Estudiantil y Popular (FOCEP)     | 1,494        | 0.71         | n/a          | 0       | n/a     |
|                        | Movimiento Popular de Acción e Integración Social (MPAIS) | 1,388        | 0.66         | n/a          | 0       | n/a     |
|                        | Unión Nacional Odriísta (UNO)                             | 646          | 0.31         | n/a          | 0       | n/a     |
|                        | Organización Política de la Revolución Peruana (OPRP)     | 556          | 0.27         | n/a          | 0       | n/a     |
|                        | Partido Socialista del Perú (PSP)                         | 365          | 0.17         | n/a          | 0       | n/a     |
|                        |                                                           |              |              |              |         |         |
| Total                  | Total                                                     | 209,813      |              |              | 9       | n/a     |
|                        |                                                           |              |              |              |         |         |
| Votos válidos          | Votos válidos                                             | 209,813      | 81.88        | n/a          |         |         |
| Votos en blanco        | Votos en blanco                                           | 15,438       | 6.02         | n/a          |         |         |
| Votos nulos            | Votos nulos                                               | 30,996       | 12.10        | n/a          |         |         |
| Votos emitidos         | Votos emitidos                                            | 256,247      | n/d          | n/a          |         |         |
| Abstenciones           | Abstenciones                                              | n/d          | n/d          | n/a          |         |         |
| Votantes registrados   | Votantes registrados                                      | n/d          |              |              |         |         |
|                        |                                                           |              |              |              |         |         |
| Fuente:                |                                                           |              |              |              |         |         |